# Лучинаско
Лучинаско (итал. Lucinasco) — коммуна в Италии, располагается в регионе Лигурия, в провинции Империя.
Население составляет 287 человек (2008 г.), плотность населения составляет 35 чел./км². Занимает площадь 8 км². Почтовый индекс — 18027. Телефонный код — 0183.
Покровителем коммуны почитается святой Антоний Апамейский, празднование 2 сентября.

## Демография
Динамика населения:

## Администрация коммуны
- Официальный сайт: